# Schwinn

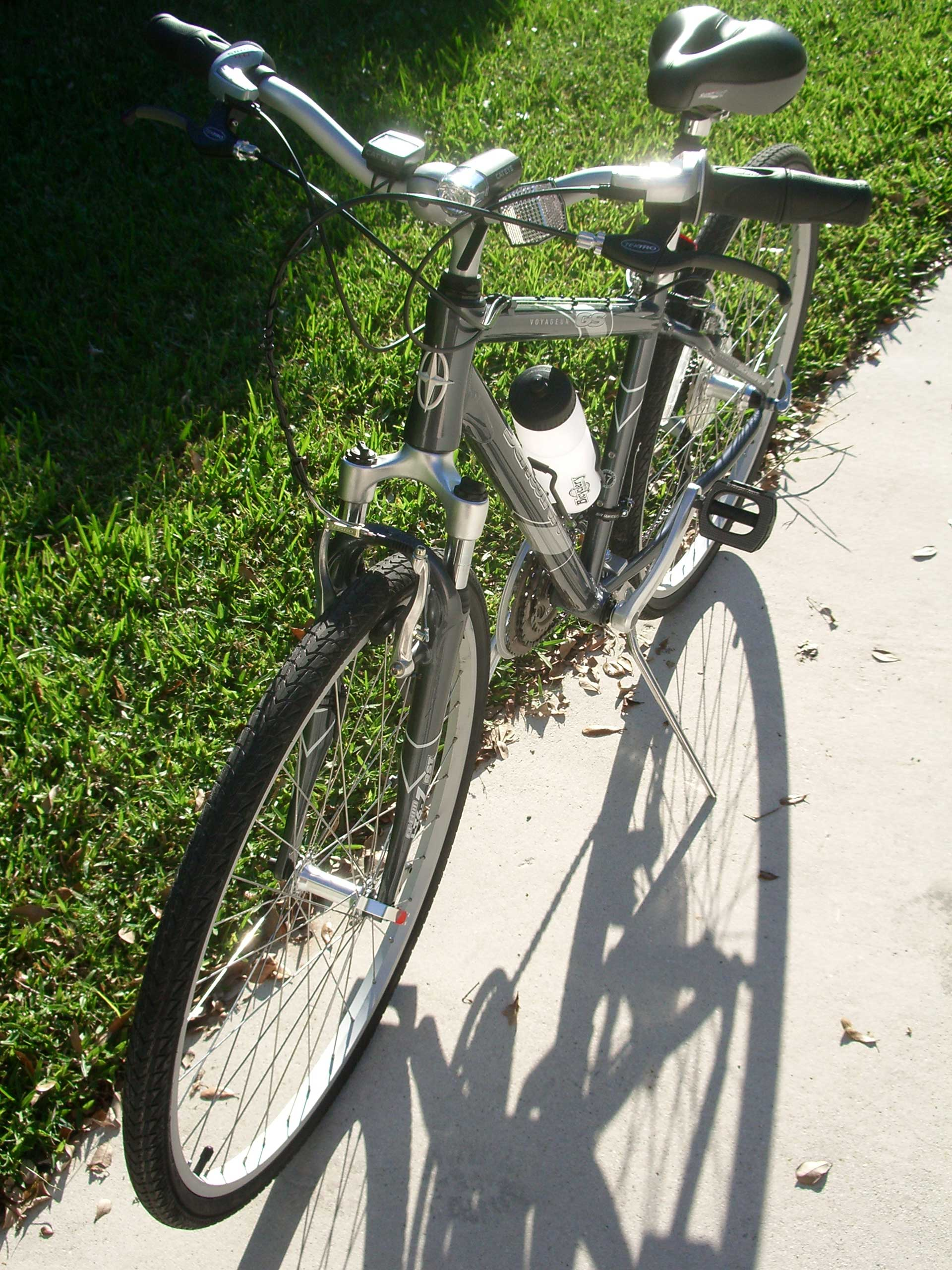
Uma bicicleta Schwinn.

Schwinn Bicycle Company (Companhia de Bicicletas Schwinn) é uma empresa fabricante de bicicletas. Fundada por Ignaz Schwinn em Chicago, no ano de 1895, a empresa dominou o mercado americano de bicicletas por quase todo o século XX.
A ascensão e a queda da companhia ao longo do tempo têm sido amplamente utilizadas para ilustrar os problemas enfrentados pelas empresas entrincheiradas em um ambiente de mercado dinâmico e em constante mutação.

## História
Após uma série de cortes produção e força de trabalho nos anos 80, a Schwinn foi capaz de reestruturar suas operações. A empresa renegociou empréstimos colocando seu nome como garantia. Aproveitou a procura de mountain bikes, e terceirizou a produção para fabricantes no Japão e em Taiwan para reduzir custos e manter-se competitiva perante as empresas asiáticas de bicicletas. Em Taiwan, a Schwinn fez um novo acordo com a fabricante de bicicletas Giant, aumentando as vendas de bicicletas para 500.000 por ano até 1985. Percebendo o risco de dependência de um único fornecedor, a Schwinn negociou um acordo com a China Co. bicicletas. Em represália, a Giant introduziu a sua própria linha de bicicletas.
Nos anos 90 empresas com excelência em design, como Trek, Specialized, e Cannondale tinha invadido o mercado da Schwinn. Confrontados com uma espiral descendente de vendas, Schwinn entrou em falência em 1992. A empresa e nome foram compradas pelo Zell / Chilmark Fundo, um grupo de investimentos, em 1993.
Em finais de 1997, Questor Partners Fund, liderada por Jay Alix e Dan Lufkin, comprou a Schwinn Bicicletas. A Questor/Schwinn comprou posteriormente a GT Bicycle por US $ 8 em 1998, cerca de US $80 milhões. A nova empresa elaborou uma série de boas mountain bikes. No entanto, não foi suficiente e, em 2001 Schwinn/GT declarou falência.
Em 11 de setembro de 2001, a Schwinn, seus bens, bem como os direitos à marca, juntamente com o da GT, foi comprada em um leilão pela Pacific Cycle. Em 2004 foi Pacific Cycle, por sua vez, adquirida pela Dorel Industries. A Dorel produziu séries de bicicletas de baixo custo construída em Taiwan e na China, que eram marcadas com a plaqueta Schwinn/GT e vendidos em grandes lojas de varejo, como Wal-Mart e Target. Uma segunda linha de alta complexidade Schwinn/GT também foi introduzida para revenda em lojas especializadas. O nome Schwinn/GT tinha, afinal, tornado um instrumento de marketing.